# Booty Luv
Booty Luv is een Britse dancegroep bestaande uit Cherise Roberts en Nadia Shepherd. Hun debuutsingle Boogie 2nite werd in Nederland en Groot-Brittannië een hit.

## Biografie
Roberts en Shepherd waren eerder lid van de R&B-hiphop groep Big Brovaz, die in 2002 een hit scoorde met Nu flow. In 2006 vormden de twee de groep Booty Luv. De eerste single Boogie 2nite bereikte in Groot-Brittannië de tweede plaats, in Nederland bleef het nummer steken op plaats zeven.
Achter Booty Luv gaan Seamus Haji en DB Boulevard schuil. Haji maakte eerder al een eigen versie van Last night a D.J. saved my life van Indeep en maakte platen onder namen als BBT, Mekkah en Big Bang Theory. Achter DB Boulevard zitten Alfredo Azzetto en Diego Broggio. Ze scoorden onder deze naam in 2002 een Top 40-hit met Point of view.
De eerste 3 singles zijn covers van bestaande platen. Het origineel van Boogie 2nite is van de Amerikaanse zangeres Tweet. De tweede single Shine is oorspronkelijk van Luther Vandross, en de laatste single Don't mess with my men is afkomstig van Lucy Pearl.
De vierde single van het album Boogie 2nite werd Some Kinda Rush met als vijfde single Dance Dance.

## Discografie

### Albums
| Album met eventuele hitnotering(en) in de Nederlandse Album Top 100 | Datum van verschijnen | Datum van binnenkomst | Hoogste positie | Aantal weken | Opmerkingen     |
| ------------------------------------------------------------------- | --------------------- | --------------------- | --------------- | ------------ | --------------- |
| Boogie 2nite                                                        | 2007                  | -                     |                 |              | nr. 11 Engeland |

### Singles
| Single met eventuele hitnotering(en) in de Nederlandse Top 40 | Datum van verschijnen | Datum van binnenkomst | Hoogste positie | Aantal weken | Opmerkingen             |
| ------------------------------------------------------------- | --------------------- | --------------------- | --------------- | ------------ | ----------------------- |
| Boogie 2nite                                                  | 27-11-2006            | 16-12-2006            | 7               | 16           | Dancesmash op Radio 538 |
| Shine                                                         | 06-05-2007            | 19-05-2007            | 13              | 8            |                         |
| Don't mess with my man                                        | 2007                  | 29-09-2007            | 28              | 3            |                         |
| Some kinda rush                                               | 2007                  | 05-01-2008            | 10              | 9            |                         |
| Dance dance                                                   | 2008                  | 01-11-2008            | 27              | 5            |                         |

| Single met hitnotering(en) in de Vlaamse Ultratop 50 | Datum van verschijnen | Datum van binnenkomst | Hoogste positie | Aantal weken | Opmerkingen |
| ---------------------------------------------------- | --------------------- | --------------------- | --------------- | ------------ | ----------- |
| Boogie 2nite                                         | 27-11-2006            | 03-02-2007            | 38              | 4            |             |
| Shine                                                | 2007                  | 09-06-2007            | tip4            | -            |             |